# NGC 2049
NGC 2049 è una vasta galassia a spirale situata nella costellazione della Colomba, a una distanza di circa 147 milioni di anni luce dalla nostra Via Lattea.

## Scoperta
La galassia è stata scoperta il 28 gennaio 1835 dall'astronomo britannico John Herschel.

## Descrizione
NGC 2049 ha una classe di luminosità I e presenta una larga riga a 21 cm dell'idrogeno neutro.